# Río Chotoque
Der Río Chotoque ist ein 34 km langer rechter Nebenfluss des Río Motupe in der Provinz Lambayeque im Nordwesten von Peru. Die Gesamtlänge einschließlich dem Quellfluss Quebrada Yocape beträgt 58,5 km.

## Flusslauf
Der Río Chotoque entsteht am Zusammenfluss von Río Olos und Quebrada Yocape am Fuße der peruanischen Westkordillere etwa 9 km nordnordöstlich der Stadt Motupe. Er durchquert den Westen des Distrikts Motupe in südlicher Richtung. Dabei verläuft er entlang einem Höhenrückens, der das Flusstal des Río Motupe im Westen flankiert. Der Río Chotoque mündet schließlich auf einer Höhe von etwa 80 m auf den Río Motupe.

## Einzugsgebiet
Der Río Chotoque entwässert eine Fläche von etwa 394 km². Das Areal liegt in den Distrikten Salas und Motupe im nördlichen Osten der Provinz Lambayeque. Das Einzugsgebiet grenzt im Norden an das des Río Olmos sowie im Osten an das des oberstrom gelegenen Río Motupe.